# Исмаил Тръстениклиоглу
Исмаил Тръстениклиоглу е османски аян, управлявал в Русе през 1795 – 1806 година. Установил контрол над голяма част от Североизточна България, той е основен съперник на Осман Пазвантоглу и дълго време остава лоялен към османското правителство, но в края на живота си се противопоставя остро на Низам-и Джедид и изглежда е убит по заповед на Високата порта.

## Биография
Исмаил Тръстениклиоглу произлиза от богато семейство с наследствени владения в Тръстеник. През 1791 година, по време на масовите дезертирания от османската армия по време на Руско-турската война, неговият брат Омер, аян на Русе, е осъден на смърт и екзекутиран. Самият Исмаил е осъден като съучастник, но успява да избяга и се укрива първо при Чингиз Мехмед Герай във Върбица, а после във Видин. След това става кърджалия и оглавява банда в Плевенско, извършваща нападения до Свищов и Разград. През 1794 година е нападнат от засада от силистренския валия Хаджи Хасан ага на остров в Дунава, бандата му е унищожена, а самият той едва успява да избяга.
След разгрома на бандата му и с ходатайството на видния фанариот Александър Ипсиланти Стари Тръстениклиоглу е помилван от Високата порта и се връща в Русе, но още през 1795 година се обявява за аян на града. Правителството признава поста му и малко по-късно негови войници подпомагат опитите на Плесли Мехмед паша да превземе контролирания от отцепника Осман Пазвантоглу Плевен. След техния провал, към края на 1796 година Тръстениклиоглу, контролиращ Русенско, Разградско и Свищовско, остава единственият лоялен към султана аян в Северна България. В началото на 1798 година отблъсква опита на свързани с Пазвантоглу кърджалии да превземат Русе.
През следващите години Исмаил Тръстениклиоглу запазва формална лоялност към султана, защитавайки териториите си от кърджалии и от други едри аяни, като Осман Пазвантоглу във Видин и Сюлейман Йълъкоглу в Силистра. През 1800 година ликвидира един от съюзените с Пазвантоглу татарски султани от рода на Гераите, в замяна на което е назначен за управител и на Търново. В края на 1800 година е обявен за командващ проправителствените сили в Северна България с титлата башбог и получава пълномощия да събере финансиране и да наеме 4 хиляди войници, но това изглежда не се реализира.
През октомври 1801 година Тръстениклиоглу извършва значителна мобилизация на селяни от владенията си, за да подпомогне двама правителствени паши в Търновско и Свищовско, претърпели поражение от селска армия, свързана с Пазвантоглу. През пролетта и лятото на следващата година воюва активно с Йълъкоглу, като правителството се надява на посредничеството на влашкия войвода, за да ги помири. Според сведения от този период, той поддържа активни отношения с Русия, подкрепяща го като основна пречка за Пазвантоглу северно от Стара планина.
През лятото на 1802 година Тръстениклиоглу, подобно на Пазвантоглу, започва нападения във Влашко, като си присвоява имения северно от Дунав, в които настанява свои наемници арнаути. През пролетта на 1803 година властите му възлагат ликвидирането на кърджалийски банди южно от Балкана – в района на Месемврия и Анхиало. В същото време военачалникът на Пазвантоглу Манаф Ибрахим отново е във Влашко, воювайки с тамошните части на Тръстениклиоглу, след което изненадващо превзема Тутракан, свързвайки се с отдавнашния съюзник на Пазвантоглу, силистренския аян Сюлейман Йълъкоглу. Не след дълго Манаф Ибрахим и Йълъкоглу влизат в конфликт и Манаф Ибрахим се предава с войските си на обсаждащия го военачалник на Тръстениклиоглу Мустафа Байрактар. Ибрахим е приет от Тръстениклиоглу, но към края на годината е убит по негова заповед и главата му е изпратена в Константинопол.
Към началото на 1803 година Тръстениклиоглу успява да създаде съюз на румелийски аяни. Неговите военни части се формират от отряди на зависими или съюзни аяни, от наемници, както и от местно опълчение.
През лятото на 1804 година Тръстениклиоглу отбранява Северна България от открито разбунтувалия се гюмюрджински аян Сюлейман Токатджикли. През август успява да нанесе решително поражение на Токатджикли при Агакьой и изпраща главата му в Константинопол, където това е прието като изключителен успех в борбата срещу размириците.
През 1805 година Исмаил Тръстениклиоглу, който и дотогава е явен противник на Низам-и Джедид, открито спира да се подчинява на централното правителство. Мобилизира голяма армия с части на подчинените му аяни, прогонва от Силистра отдавнашния си съперник Сюлейман Йълъкоглу, подчинява нови територии до Варна, Добрич и Мангалия и поставя под тежка обсада правителствения гарнизон в Браила. След това се прехвърля на юг от Стара планина, завзема Стара Загора, Нова Загора и Ямбол и настъпва към Бургас и Анхиало, като някои местни аяни доброволно преминават на негова страна. През лятото на 1806 година Тръстениклиоглу застава начело на хаотичните бунтове срещу Низам-и Джедид из цяла Румелия и подготвя поход към Константинопол, който е прекъснат от внезапната му смърт.
Исмаил Тръстениклиоглу е застрелян на 16 август 1806 година в чифлика му в Тръстеник. За извършителите на убийството има различни версии, но то най-вероятно е организирано от правителството. Владенията и политическото влияние на Тръстениклиоглу са наследени от неговия приближен Мустафа Байрактар, който две години по-късно превзема Константинопол и за кратко е велик везир.